# Cestus (Kleidungsstück)
Der Cestus ist bei den Griechen und Römern ein Gürtel, der von Frauen unmittelbar unter der Brust geschnürt wird. 
Davon ist das Zingulum zu unterscheiden, der Gürtel, der das Gewand um die Taille gürtet.
Zu unterscheiden ist davon das ähnlich klingende Caestus, das den Handschuh des Faustkämpfers meint.

## Geschichte
Zunächst hieß der Cestus bei den Griechen στρόφιον stróphion, deutsch ‚kleines Seil, Bändchen‘. Erst als die Römer die Bezeichnung κεστός kestós, deutsch ‚bestickt‘, für den Gürtel selbst verwendeten, übernahmen auch die Griechen diese  Bezeichnung.